# Katholikos
Katholikos (von altgriechisch καθολικός katholikos, deutsch ‚Ganzheit‘, ‚allgemein‘, ‚universal‘; Plural καθολικοί katholikoi; lateinisch cathōlicus) ist ein Titel für das Oberhaupt mancher orientalisch-orthodoxer, byzantinisch-orthodoxer und katholischer Ostkirchen und entspricht weitgehend dem eines Patriarchen. Seit dem 4. Jahrhundert wurde der Titel vom Bischof von Seleukia-Ktesiphon getragen und später von weiteren Bischöfen übernommen.
Das Katholikat ist der Jurisdiktionsbereich eines Katholikos und entspricht einem Patriarchat.

## Geschichte
Die Oberhäupter der Kirchen außerhalb des Römischen Reiches führten zunächst den Titel Katholikos und später zusätzlich oder stattdessen den eines Patriarchen.
Der Bischof von Seleukia-Ktesiphon war als Oberhaupt der Kirche im persischen Reich nach den pseudo-nicänischen Kanones den fünf altkirchlichen Patriarchen gleichgestellt. Da sich das Sassanidenreich mit Ostrom in einem permanenten Spannungszustand befand (siehe Spätantike und Römisch-Persische Kriege), war der Kontakt zwischen der Kirche in Persien und der römischen Reichskirche behindert. Überdies war es gegenüber den staatlichen Stellen nicht möglich, dass ein Untertan des römischen Kaisers Repräsentant der Christen war. Der Katholikos erhielt das Recht, untergeordnete Bischöfe aus eigenem Recht zu ernennen und von ihnen gewählt zu werden, blieb aber zunächst unter der Oberaufsicht des Patriarchen von Antiochien.
Nachdem auf der Synode von Beth-Lapat 483 die persische Kirche als ostsyrische „Kirche des Ostens“ die Lehren des Nestorianismus für verbindlich erklärte, fügte der Katholikos von Seleukia-Ktesiphon seinem Titel die Bezeichnung „Patriarch“ hinzu.
Der syrisch-orthodoxe Patriarch von Antiochien ernannte in späterer Zeit einen Katholikos (Maphrian) als Stellvertreter im Osten, der im Mittelalter in Takrit im Irak residierte. Davon leiten sich die Katholikate der Malankara Syrisch-Orthodoxen Kirche und der Malankara Orthodox-Syrischen Kirche ab („Katholikos des Ostens“ beziehungsweise „Katholikos von Indien“).
Aus vergleichbaren politischen Gründen erhielten im Mittelalter auch die Oberhäupter der Armenischen Apostolischen Kirche und von Albania in Kaukasien sowie der Georgischen Kirche den Katholikostitel.
Die armenische Kirche kennt sowohl Patriarchen als auch Katholikoi; Patriarchen stehen hier im Rang unter den Katholikoi.
Auch manche Oberhäupter der Katholischen Ostkirchen benutzen den Titel Katholikos, zum Beispiel der armenisch-katholische Patriarch und der Großerzbischof der Syro-Malankara Katholischen Kirche.

## Katholikate
Der Jurisdiktionsbereich eines Katholikos wird entsprechend dem Patriarchat als Katholikat bezeichnet.
Die wichtigsten Katholikate sind oder waren:
- Katholikat von Seleukia-Ktesiphon, daraus entstanden die Assyrische Kirche des Ostens und das chaldäisch-katholische Patriarchat von Bagdad.
- Katholikat der Armenier, daraus entstanden die Armenische Apostolische Kirche mit dem Hauptsitz in Etschmiadsin und ihr Katholikat von Kilikien  sowie das armenisch-katholische Patriarchat von Kilikien. Bis in das 19. Jahrhundert bestanden im Süden Großarmeniens das „Katholikat von Aghtamar“ (Vaspurakan) und im Osten das Katholikat von Albania, d. h. der „Heilige Stuhl von Gandzasar“.
- Katholikat von Georgien, d. h. die Georgische Orthodoxe Kirche; zeitweise bestand im westlichen Georgien ein eigenes „Katholikat/Patriarchat von Abchasien“.
- Syrisch-orthodoxes „Katholikat des Ostens“ (Maphrianat), daraus entstanden die heutige Malankara Orthodox-Syrische Kirche und die Malankara Syrisch-Orthodoxe Kirche.